# Wagenried
Wagenried ist ein Ortsteil des Marktes Markt Indersdorf, der circa 45 Kilometer nordwestlich von München im oberbayerischen Landkreis Dachau liegt.

## Bevölkerung
Die Bevölkerung des Dorfes lag zur Volkszählung 1961 bei 71. Zu den nachfolgenden Volkszählungsjahren 1970 und 1987 nahm die Bevölkerung kontinuierlich auf 56 und 48 ab. Der Zensus 2011 liefert bislang keine Ergebnisse unterhalb der Gemeindeebene.

## Geschichte

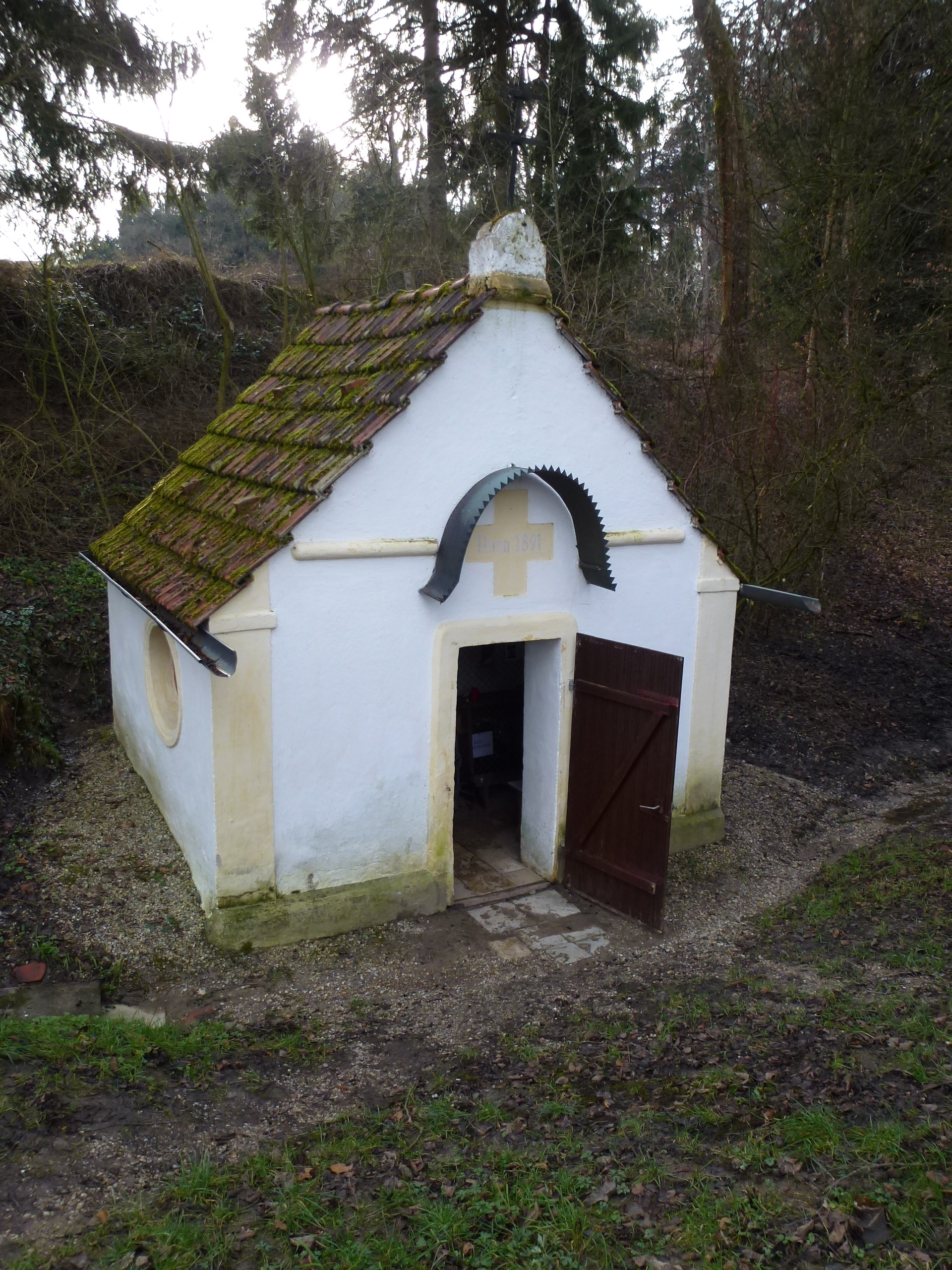
Brunnenkapelle

Das Dorf Wagenried (Rodung des Wago) fand 1357 seine erste urkundliche Erwähnung. Im Jahre 1412 kam Wagenried zur Langenpettenbacher Pfarrfilialkirche Arnzell. Um 1500 bestand der Ort aus vier Anwesen. Nach der Aufhebung des Klosters Indersdorf 1783 wurde Wagenried mit den Filialen Ainhofen und Arnzell eine selbständige Pfarrei. Als früherer Teil der Hofmark Pipinsried wurde Wagenried 1818 auch Teil der anlässlich des Zweiten Bayerischen Gemeindeedikts errichteten Gemeinde Pipinsried.
Im Jahre 1964 wurde die Gastwirtschaft Niedermeier geschlossen. Zum Abschluss der Gebietsreform in Bayern am 1. Mai 1978 wurde die Gemeinde Pipinsried aufgeteilt. Der größere Teil wurde nach Altomünster eingemeindet, während der kleinere östliche Teil mit Wagenried und Schönberg zum Markt Indersdorf kam.

## Mennoniten in Wagenried
1818 kamen die ersten Mennoniten aus der Rheinpfalz nach Wagenried und umgebende Ortschaften. Sie errichteten 1823 einen Begräbnisplatz, welcher bis 1841 aufrechterhalten wurde. Mit der Errichtung eines Bethauses mit Begräbnisplatz in Eichstock verlagerten sich die gottesdienstlichen Handlungen dorthin. - Zeitweise war Wagenried eine reine Mennonitensiedlung.

## Luftnachrichtenstellung, DP- und Flüchtlingslager
1943 wurde zwischen Langenpettenbach und Wagenried eine Luftbeobachtungsstelle „Nachtjagd-Leitstelle AAL Harreszell“ gebaut. Nach dem Zweiten Weltkrieg dienten die dazugehörigen Baracken ab Mitte Mai 1945 als Sammellager für Displaced Persons (DPs). Bis zu 1.000 Personen, überwiegend Polen aus dem KZ Dachau wurden hier bis Mitte 1946 betreut, wobei im November 1945 hier 450 DPs lebten. Zuvor konnte bereits ab August 1945 ein „großer Teil der Polen repatriiert oder anderweitig untergebracht werden. Nur eine kleine Gruppe polnischer DPs und die beiden [polnischen] Pfarrer [..] sind bis Sommer 1946 im Lager geblieben.“:S. 157
Ab dem Spätsommer 1946 zogen „Vertriebene und Flüchtlinge aus Ungarn, Jugoslawien, Schlesien und aus dem Sudetenland in Wagenried ein, und für einige Jahre wurde das Lager für etwa 300 Personen eine neue Heimat“.:S. 158 In den fünfziger Jahren leerten sich die Baracken allmählich, und im Jahr 1953 fand die endgültige Räumung des Lagers statt.:S. 160
Nach dem Ungarnaufstand im Jahre 1956 diente das ehemalige DP- und Flüchtlingslager erneut für zwei Jahre als Unterkunft für politische Flüchtlinge. 1958 wurden die Baracken abgerissen und das Gelände an seine ursprünglichen Beisitzer, zwei Landwirte, zurückgegeben.:S. 161